# Птералопексы
Птералопексы (лат. Pteralopex) — род рукокрылых семейства крыланов.
Длина головы и тела: 255—280 мм, хвост отсутствует, длина предплечья : 116—171 мм. Мех густой, пушистый, черного цвета. Крыловые мембраны иногда со светлыми пятнами снизу. Птералопексы отличаются тем, что имеют остроконечные зубы. Большинство крылановых Старого Света теперь не имеют заостренных зубов, видимо, потеряв их в процессе эволюции
Эндемиеми дождевых лесов Соломоновый островов (Меланезия). Все виды находятся под серьезной угрозой. Два вида, P. taki и P. flanneryi, были описаны с 2000 года.
Mirimiri acrodonta, ранее включавшийся в этот род, был выделен в монотипический род.

## Виды
Род включает 5 видов. Названия приведены в соответствии с энциклопедией
- Бугенвильский птералопекс (Pteralopex anceps)
- Чёрный птералопекс (Pteralopex atrata)
- Pteralopex flanneryi
- Горный птералопекс (Pteralopex pulchra)
- Pteralopex taki